# D.J. Kennedy
David John „D.J.” Kennedy (ur. 5 listopada 1989 w Pittsburghu) – amerykański koszykarz, występujący na pozycjach rzucającego obrońcy oraz niskiego skrzydłowego, obecnie zawodnik Hapoel Gelil Eljon.
16 sierpnia 2016 podpisał umowę z zespołem Denver Nuggets. 11 sierpnia 2017 został zawodnikiem tureckiego Pınaru Karşıyaka.
6 września 2018 dołączył do australijskiego Melbourne United.
22 marca 2019 dołączył do włoskiego Reyeru Walencja.
20 lipca 2020 zawarł przedłużenie umowy z tureckim Pinarem Karsiyaka SK Izmir. 24 września 2021 został zawodnikiem ukraińskiego BK Prometey. 9 marca 2022 podpisał kontrakt z izraelskim Hapoel Gelil Eljon.

## Osiągnięcia
Stan na 10 marca 2022, na podstawie, o ile nie zaznaczono inaczej.
NCAA
- Uczestnik turnieju NCAA (2011)
- Zaliczony do I składu turnieju Great Alaska Shootout (2011)

Drużynowe
- Mistrz:
  - D-League (2013)
  - Włoch (2019)
- Wicemistrz Ligi Mistrzów FIBA (2021)
- 4. miejsce w Pucharze FIBA Europa (2016)

Indywidualne
- Najlepszy gracz ofensywny roku niemieckiej ligi BBL (2015)
- Zaliczony do:
  - I składu:
    - Ligi Mistrzów (2018)
    - niemieckiej ligi BBL (2015)
    - pucharu FIBA Europa (2016)

  - II składu debiutantów D-League (2012)
  - III składu:
    - D-League (2013)
    - NBA D-League Showcase (2013)

  - składu All-D-League Honorable Mention (2012)
- Uczestnik D-League All-Star Game (2013)
- Lider:
  - strzelców:
    - Ligi Mistrzów (2018)
    - ligi niemieckiej (2015)

  - Ligi Mistrzów w zbiórkach (2018)